# Бранка Радовановић
Бранка Радовановић (Обреновац, 1950) српска је књижевница.

## Биографија
Живи у околини Обреновца, у месту Барич. Дипломирала је на Филолошком факултету у Београду на групи за југословенску и општу књижевност. Професор је српског језика и књижевности у XIII београдској гимназији.
Бројни њени радови објављени су у периодици и антологијама, међу којима су „Полетарац“ 1995. године и „ Воденица: божја и ђавоља“, 1999. године.
Радио драма о раду песникиње и револуционарке Данице Марковић „Очи пуне звезда, руке пуне трња“, објављена је у априлу 2001. године и према њеном сценарију изведена на Радио Београду.

## Објављене књиге
1. Дабина воденица: легенде из околине Београда. – Београд: „Вук Караџић“, 1981.
2. Прелетање манастира. – Параћин: Књижевна келија „Свети Сава“, 1995
3. Непричава: легенде за децу и оне који су то остали. –Београд: Рад, 1998.
4. Поноћни сватови. – Београд: БМГ, 2002.
5. Даница: очи пуне звезда, руке пуне трња. - Београд: Службени гласник, 2015.[2]

## Награде
Добитник је награда за:
1. Најлепшу легенду на телевизијском конкурсу 1973.
2. На конкурсу Библиотеке „Деспот Стефан Лазаревић“ у Младеновцу, награђена је за есеј о Даници Марковић;
3. На фестивалу „Моје село у причама и песмама“ за најбоља остварења на селу и о селу у Републици Србији, за роман „Календар мог детињства“ 2017.[3]

Бранка Радовановић је учесница бројних културних манифестација и трибина. Једна од најактуелнијих одржана је 19.априла 2017. у Шабачкој библиотеци под називом „Жене уметнице“ и бави се положајем жена и уметница у друштву. Учесници су говорили о естетици и сензибилитету који жене уносе у уметност. h>p://podrinske.com/zene-umetnice-u-biblioteci-sabackoj/